# Eli Clare
Eli Clare, né en 1963 à Coos Bay, est un écrivain, activiste, éducateur et conférencier nord-américain. Son travail se concentre sur les questions queers, trans, environnementales et handicapées. Clare est l’un des premiers chercheurs à populariser le concept corps-esprit.

## Enfance et éducation
Clare naît à Coos Bay en 1963 et grandit à Port Orford, Oregon. Il fréquente le Reed College avant d'être transféré au Mills College où il obtient un diplôme en études féministes en 1985. Il obtient ensuite un master en écriture créative du Goddard College en 1993.

## Carrière
Eli Clare coordonne un programme de prévention du viol et aide à organiser la première conférence Queerness and Disability [queerité et handicap] en 2002,.
Son travail est associé à la deuxième vague du mouvement pour les droits des personnes handicapées.
Clare reçoit de nombreux prix pour son travail, notamment le prix Création du changement décerné par le groupe de travail national sur les gays et les lesbiennes. Il est également nommé artiste LGBT de l'année de la Michigan Pride de 2014. En 2018, Clare reçoit le prix Richard L. Schlegel pour le leadership visionnaire LGBTQ de l'American University. Cette année-là, son livre Brilliant Imperfection remporte le Randy Shilts Award for Gay Nonfiction de Publishing Triangle. En 2019, il reçoit une bourse Disability Futures de la Fondation Ford et de la Fondation Andrew W. Mellon,.
Clare est chercheur invité au Centre for Diversity Innovation de l'université de Buffalo pour l'année universitaire 2020-2021,. Il est également membre du conseil consultatif du Disability Project, hébergé par le Transgender Law Center, la plus grande organisation américaine dirigée par des personnes trans.

### Corps-esprit
Eli Clare est l'un des premiers chercheurs à populariser le concept de corps-esprit. Avec Margaret Price, Clare propose que le corps-esprit exprime « l'interdépendance des processus mentaux et physiques ». Clare utilise le concept de corps-esprit dans son œuvre Brilliant Imperfection comme un moyen de résister aux hypothèses occidentales courantes selon lesquelles le corps et l’esprit sont des entités distinctes ou que l’esprit est « supérieur » au corps.
D'autres chercheurs éminents qui ont théorisé sur l'esprit corporel incluent Price, Sami Schalk, Gloria Anzaldúa et Alyson Patsavas.

## Publications
Eli Clare a publié deux livres de non-fiction créative, Exile and Pride: Disability, Queerness, and Liberation (1999, 2009, 2015) et Brilliant Imperfection: Grappling with Cure (2017), ainsi qu'un recueil de poésie, The Marrow's Telling: Words in Motion (2007). Il a aussi contribué à un certain nombre de périodiques et d'anthologies.
Le travail scientifique de Clare a été publié dans Public Culture, GLQ: A Journal of Lesbian and Gay Studies, Seattle Journal for Social Justice, Journal of Literary & Cultural Disability Studies,, Tikkun et Disability Studies Quarterly.
Clare a également contribué des chapitres aux anthologies suivantes : Gender and Women's Studies in Canada: Critical Terrain, la quatrième édition de The Disability Studies Reader, Disability Studies and the Environmental Humanities: Toward an Eco-Crip Theory, Écocritique matérielle, Le guide Blackwell de la philosophie féministe, Staring Back: The Disability Experience from the Inside Out, Queerly Classed, Unruly Bodies: Life Writing by Women with Disabilities et Queer Crips : Disabled Gay Men and Their Stories.

### Exil et fierté: handicap, queerness et libération
Exile and Pride: Disability, Queerness, and Liberation est un recueil d'essais autobiographiques publié pour la première fois par South End Press en 1999 et 2009 et réédité par Duke University Press en 2015. L'édition augmentée d'Exile and Pride, publiée en 2009, est finaliste pour le prix du livre INDIES de l'année 2009 de l'avant-propos. L'édition 2015 comprend un avant-propos d'Aurora Levins Morales et une postface de Dean Spade.
Exile and Pride discute des expériences de Clare en tant qu'« activiste/écrivain blanc handicapé genderqueer » et explore le sens du « foyer » à travers des récits autobiographiques tout en abordant les thèmes de l'oppression, du pouvoir, de la résistance, de la destruction de l'environnement, du capitalisme, de la sexualité, de la violence institutionnelle, du genre, et la justice sociale en général.

### Le récit de la moelle: les mots en mouvement
The Marrow's Telling: Words in Motion est un recueil de poésie publié par Homofactus Press en 2007, bien que de nombreux poèmes aient déjà été publiés ailleurs. La collection est finaliste du prix Lambda Literary en 2007.
Dans cette œuvre, Eli Clare « explore comment les corps portent histoire et identité au fil du temps ». Les poèmes incluent contradiction et répétition alors qu'ils abordent les thèmes du handicap, de la race, du genre, de la violence et de la sexualité.

### Imperfection brillante: aux prises avec l'idée de rémission
Brilliant Imperfection: Grappling with Cure est publié par Duke University Press en 2017 . En 2018, Brilliant Imperfection remporte le Randy Shilts Award for Gay Nonfiction du Publishing Triangle.
Dans Brilliant Imperfection, Eli Clare explore le concept de guérison, « la croyance profondément ancrée selon laquelle les corps-esprits considérés comme brisés doivent être réparés », tout en utilisant ses mémoires, l'histoire et l'analyse critique pour discuter de l'intersectionnalité de la race, du handicap, la sexualité, la classe sociale et le genre, ainsi que la politique environnementale. Clare est l’un des premiers chercheurs à populariser le concept de corps-esprit, qu’il utilise dans Brilliant Imperfection comme un moyen de résister aux hypothèses occidentales courantes selon lesquelles le corps et l’esprit sont des entités distinctes ou que l’esprit est « supérieur » au corps.

## Vie privée
Eli Clare vit avec une forme de paralysie cérébrale. Il s'identifie comme genderqueer, et comme homme trans. Il vit actuellement près du lac Champlain dans le Vermont.